# Stadtmuseum Schleswig
Das Stadtmuseum Schleswig befindet sich im Günderothschen Hof, ein Ensemble historischer Bauwerke in der Friedrichstraße im Schleswiger Stadtteil Friedrichsberg. Die Ausstellung gibt einen Überblick über die Geschichte und Kultur Schleswigs vom Mittelalter bis zur Gegenwart. Das Stadtmuseum verfügt über eine Ausstellungsfläche von 1500 Quadratmetern in fünf Gebäuden. Dependancen sind das Museum für Outsiderkunst und das Holm-Museum.

## Geschichte des Günderothschen Hofes

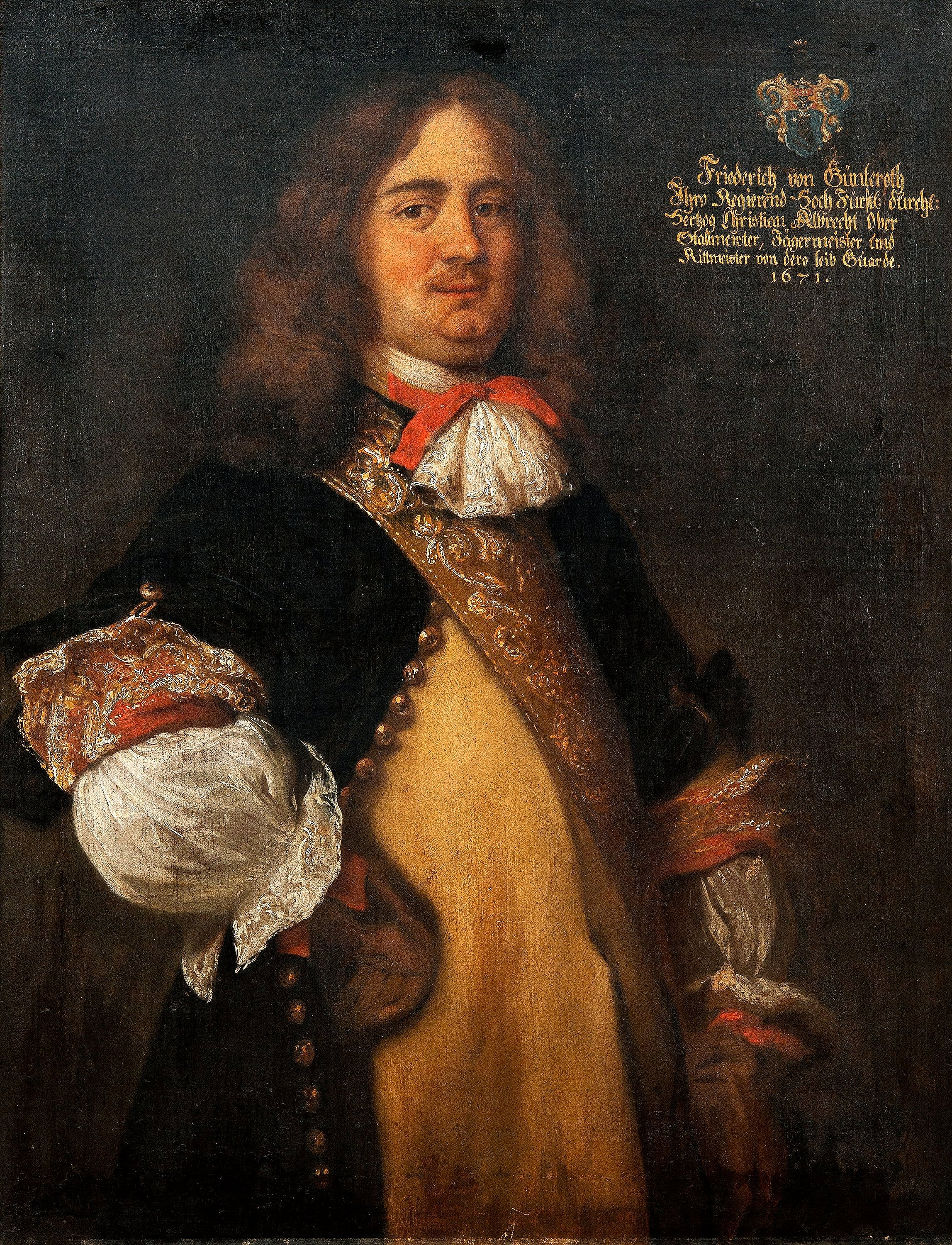
Jürgen Ovens: Porträt des Friedrich von Günderoth, 1671, Stadtmuseum Schleswig

Errichtet wurde der Hauptbau des Günderothschen Hofes um 1634 von Herzog Friedrich III. Das rot gestrichene Palais diente zunächst als Gästehaus. 1675 gelangte es in den Besitz des herzoglichen Oberstallmeisters Friedrich von Günderoth, nach dem das Haus noch heute benannt ist. Den Hauptbau flankieren zwei Fachwerkhäuser aus dem 18. Jahrhundert, die dem Komplex den geschlossenen Charakter einer Hofanlage geben. 1851 erwarb die Stadt Schleswig den Günderothschen Hof. Seit 1932 ist er Sitz des Stadtmuseums.

## Anfänge als Museum
Die Sammlungsgeschichte des Stadtmuseums begann 1879. In diesem Jahr gründeten Schleswiger Bürger den Verein für Sammlung und Konservierung vaterländischer Altertümer in der Stadt Schleswig. Unter dem Namen Altertumsmuseum öffnete die erste Dauerausstellung in der Schleswiger Altstadt im Gebäude Gallberg 3, das 1892 von der Stadt für museale Zwecke zur Verfügung gestellt worden war. Träger war der im Jahr 1903 neu gegründete Altertumsverein für Schleswig und Umgebung. Die Ausstellung zeigte die Geschichte, Kultur und Volkskunst Schleswigs und der Region.
1930 führten Ausgrabungen am Haddebyer Noor zu der Idee, in Schleswig ein Haithabu-Museum aufzubauen. Der Magistrat stellte 1932 für diesen Zweck den Günderothschen Hof zur Verfügung. Voraussetzung dafür war, dass das neu entstandene Schleswig-Haithabu-Museum die Bestände des Altertumsmuseums aufnehme.

## Neuausrichtung und heutige Dauerausstellung
In den Jahren nach 1950 erfuhr das Profil des Museums eine Neuausrichtung: In der Dauerausstellung wurde fortan die Stadtgeschichte bis zur Gegenwart umfassend dargestellt. Ergänzt wurde die Ausstellung um Spezialsammlungen und Sonderausstellungen zu unterschiedlichen Themenfeldern. Zunächst nannte sich das Haus Städtisches Museum, seit 2001 heißt es Stadtmuseum. Neben der Ausstellungsfläche im Günderothschen Hof hat das Stadtmuseum zwei Dependancen: das Museum für Outsiderkunst und das Holm-Museum.
Im viergeschossigen Palais, dem Hauptbau des Günderothschen Hofes, befindet sich die Ausstellung zur Stadtgeschichte. Dargestellt werden die wichtigsten historischen Stationen Schleswigs, die deutsch-dänische Vergangenheit, die Geschichte Schleswigs als Hauptstadt der preußischen Provinz Schleswig-Holstein, der Nationalsozialismus und die Zeit nach 1945. Thematische Spezialbereiche sind das Kabinett mit Schleswiger Fayencen, ein Raum zur Geschichte der Fischersiedlung auf dem Holm (Schleswig) und das Schleswiger Zimmer, das einen Einblick in die Wohnkultur einer bürgerlichen Familie des 19. Jahrhunderts gibt. Im Dachgeschoss ist die Spielzeugsammlung ausgestellt, die unter anderem Puppenhäuser, Papiertheater, Blechspielzeug und Schaukelpferde aus der Zeit um 1900 zeigt. Die Privatsammlung geht zurück auf den Schleswiger Kinderarzt Joachim Gunkel und umfasst mehr als 500 Exponate.

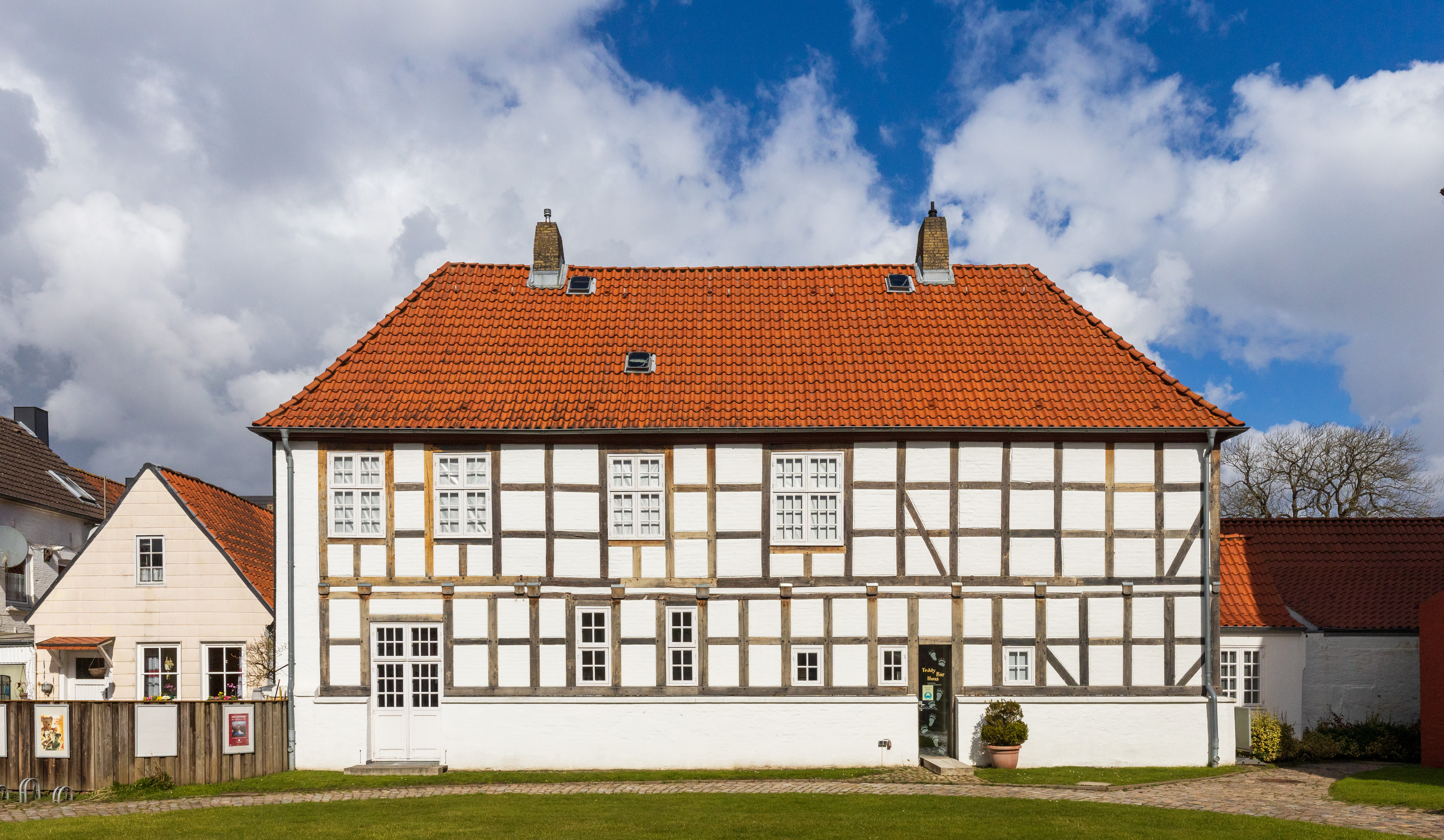
Eines der beiden Fachwerkhäuser, die den Hauptbau flankieren.

Im Erdgeschoss findet sich die von Anke Feiler-Kramer und Willi Kramer 2003–2004 erstellte multimediale Ausstellung "Sliesthorp-Haithabu-Schleswig", welche die geschichtlichen Themen Haithabu und Schleswig verbindet. Kramers Anteil daran, die 3d-Visualisierungen und virtuellen Rekonstruktionen, waren ein Geschenk des Archäologischen Landesamtes Schleswig-Holstein an die Stadt Schleswig zur 800-Jahr-Feier im Jahre 2004. Der Besucher findet zwei Ebenen der Information: Großformatige Tableaus mit visueller und textlicher (deutsch/dänisch) Information. Zwei Monitore lassen menugesteuert durch Video und animierte Sequenzen tiefer in die Themen einarbeiten. Im Jahre 2014 modernisierte Kramer die Technik der Ausstellung. Sie ist seither auf Basis einer Datenbank HTML 4 – gesteuert und um Inhalte von Kramers Ausgrabungen in der Altstadt von Schleswig ergänzt.
In den beiden das Haupthaus flankierenden Fachwerkhäusern, ein ehemaliger Getreidespeicher und das frühere Stallgebäude des Günderothschen Hofes, werden Ausstellungen zur Geschichte der Fotografie sowie Sonderausstellungen gezeigt. In einem der Fachwerkhäuser befindet sich das Teddy Bär Haus, das seit 2002 eine Privatsammlung historischer Teddybären präsentiert.
In der früheren Schule des Stadtteils Friedrichsberg stellt das Stadtmuseum eine historische Druckerei aus. Gezeigt werden vor allem Objekte aus ehemaligen Schleswiger Betrieben, beispielsweise eine vollständige Handsetzerei und eine funktionstüchtige Linotype-Setzmaschine. Die Exponate erinnern daran, dass Schleswig im ausgehenden Mittelalter zu den frühen Druckorten zählte.

## Sonderausstellungen
Das Stadtmuseum Schleswig zeigt regelmäßig Ausstellungen zu verschiedenen Themenbereichen.
- Sonderausstellungen 2020:
  - Claus Vahle. Inspiration Moderne.
  - A Day Off. Fotografien aus der Sammlung F. C. Gundlach
  - Europäischer Naturfotograf des Jahres. Die Siegerbilder des Wettbewerbs 2019
- Sonderausstellungen 2019:
  - Visions of the North
  - Ästhetisches Profil der Domschule Schleswig
  - Europäischer Naturfotograf des Jahres. Die Siegerbilder des Wettbewerbs 2018
  - 100 Jahre Gewerkschaften des öffentlichen Dienstes in Schleswig
  - Erde. Fotografien von Hans Strand
  - Silke Brix. Kinderbuchillustrationen
  - Wunder der Tiefsee. Fotografien von Solvin Zankl[8]
- Sonderausstellungen 2018:
  - LYS. Eine Hommage an das Licht des Nordens
  - Gegenstand und Abstraktion. Ästhetisches Profil der Lornsenschule Schleswig
  - Hallig Gröde: Weite Zeit. Annabelle Fürstenau
  - All That Life Can Afford. Fotografien von Matt Stuart
  - ROT. Gemeinschaftsausstellung Künstlervereinigungen MACY und Offene Ateliers
- Sonderausstellungen 2017:
  - Faszination Spinnen. Große Lebendschau
  - Alfred Ehrhardt. Zwischen Schlei und Eider
  - Abschlussausstellung Ästhetisches Profil der Domschule Schleswig
  - Europäischer Naturfotograf des Jahres. Die Siegerbilder des Wettbewerbs 2016
  - Im Comic kannst du alles. Sei ein Superheld!
  - Märchenstunde. Naturfotografien von Klaus Tamm